# المرشد الأعلى للثورة الإسلامية
يضع الدستور الإيراني قائد الثورة الإسلامية أو «الولي الفقيه» أو ما يتداول في وسائل الإعلام العربية باسم «المرشد الأعلى للثورة الإسلامية» (بالإنجليزية: Supreme Leader of the Islamic Revolution) (بالفارسية: رهبر معظم انقلاب اسلامی) هو اللقب الذي يُطلق على أعلى سلطة في إيران منذ قيام الثورة الإسلامية عام 1979م، رغم عدم وجود أية آثار لهذا العنوان في الدستور الإيراني. و«قيادة الثورة» هي الجهة التي تحدد السياسات العامة وتشرف على سير السلطات الثلاثة في البلاد، إلا أن مجلس الشورى الإيراني هو الجهة المخوّلة دستورياً لسن القوانين والتشريعات، وتعد رئاسة الجمهورية الجهة المنفذة لتلك القوانين.

## القائد في ظل الدستور
تنص المادة الخامسة من الدستور الإيراني على أن ولاية الأمر وإمامة الأمة في الجمهورية الإسلامية الإيرانية في زمن غيبة الإمام المهدي (الإمام الثاني عشر عند الشيعة الإمامية): تكون بيد الفقيه العادل المتقي العالم بأمور زمانه، الشجاع الكفؤ في الإدارة والتدبير الذي يتولّى هذا المنصب وفقًأ للمادة 107، كما تنص المادة نفسها على تساوي القائد مع عامة الشعب أمام القانون. وتذكر المادة 109 الشروط اللازم توفرها في القائد بما نصه:
1. الكفاءة العلمية اللازمة للإفتاء في مختلف أبواب الفقه.
2. العدالة والتقوى اللاّزمتان لقيادة الأمة الإسلامية.
3. الرؤية السياسية والاجتماعية الصحيحة والتدبير والشجاعة والكفاءة الإدارية والقدرة الكافية للقيادة.[4]

وعند تعدد من تتوفر فيهم الشروط المذكورة يفضل من كان منهم حائزاً على رؤية فقهية وسياسية أقوى من غيره".

## قائمة المرشدين الإيرانيين
| " | الاسم            | الصورة | فترة تولي المنصب | فترة تولي المنصب |
| - | ---------------- | ------ | ---------------- | ---------------- |
| 1 | روح الله الخميني |        | 3 ديسمبر 1979    | 3 يونيو 1989     |
| 2 | علي خامنئي       |        | 6 أغسطس 1989     | حتى الآن         |

## مهام القائد وصلاحياته
تنص المادة 110 على مهام القائد وصلاحياته بما نصه:
1. تعيين السياسات العامة لنظام الجمهورية الإسلامية الإيرانية بعد التشاور مع مجمع تشخيص مصلحة النظام.
2. الإشراف على حسن إجراء السياسات العامة للنظام.
3. إصدار الأمر بالاستفتاء العام.
4. القيادة العامة للقوات المسلحة.
5. إعلان الحرب والسلام والنفير العام.
6. نصب وعزل وقبول استقالة كل من: فقهاء مجلس صيانة الدستور، أعلى مسؤول في السلطة القضائية، رئيس مؤسسة الإذاعة والتلفزيون في الجمهورية الإسلامية الإيرانية، رئيس أركان الجيش، القائد العام لقوات حرس الثورة الإسلامية، والقيادات العليا للقوات المسلحة وقوى الأمن الداخلي.
7. حل الاختلافات وتنظيم العلائق بين السلطات الثلاث.
8. حل مشاكل النظام - التي لا يمكن حلها بالطرق المتعارفة - من خلال مجمع تشخيص مصلحة النظام.
9. إمضاء حكم تنصيب رئيس الجمهورية بعد انتخابه من قبل الشعب. أما بالنسبة لصلاحية المرشحين لرئاسة الجمهورية من حيث توفّر الشروط المدرجة في هذا الدستور فيهم، فيجب أن تنال موافقة مجلس صيانة الدستور قبل أنتخابات، وموافقة القيادة في الدورة الأولى.
10. عزل رئيس الجمهورية مع ملاحظة مصالح البلاد، وذلك بعد صدور حكم المحكمة العليا بتخلفه عن مهامّه القانونية أو بعد رأي مجلس الشورى الإسلامي بعدم كفاءته على أساس المادة التاسعة والثمانين.
11. العفو عن المحكوم عليهم أو التخفيف من عقوباتهم في إطار الموازين الإسلامية بعد اقتراح من رئيس السلطة القضائية.[5]

## قادة الثورة وممارساتهم
- روح الله الخميني هو أول قائد للثورة في نظام الجمهورية الإسلامية الإيرانية التي أسسها بعد إطاحته بنظام الشاه عام 1979م، وقد اختاره المجلس التأسيسي لخبراء القيادة في الأيام الأولى لانتصار الثورة، وقد أقدم الإمام الخميني على استخدام صلاحياته الدستورية فأقال أبو الحسن بني صدر رئيس الجمهورية الأول عام 1981م عندما قام الأخير بنقض الدستور في تخلفات عدة أدت إلى سحب الثقة عنه ومن ثم إلى إقالته.
- علي خامنئي هو القائد الثاني للثورة الإسلامية الإيرانية، وقد تم «انتخابه» في 3 حزيران 1989م في اليوم التالي من رحيل الإمام الخميني بأكثرية الآراء.[6][7]

## انتخابه والهيئات التابعة له
تنص المادة 107 من الدستور الإيراني على أن مهمة تعيين القائد: «موكلة إلى خبراء القيادة المنتخبين من قبل الشعب. هؤلاء الخبراء يدرسون ويتشاورون بشأن كل الفقهاء الجامعين للشرائط المذكورة في المادتين الخامسة والتاسعة بعد المائة، ومتى ما شخّصوا فرداً منهم - باعتباره الأعلم بالأحكام والموضوعات الفقهية أو المسائل السياسية والاجتماعية، أو حيازته تأييد الرأى العام، أو تمتعه بشكل بارز بأحدى الصفات المذكورة في المادة التاسعة بعد المائة - انتخبوه للقيادة، وإلا فإنهم ينتخبون أحدهم ويعلنونه قائداً. ويتولّى القائد المنتخب من قبل الخبراء ولاية الأمر ويتحمّل كل المسؤوليات المترتبة على ذلك».
وينسق «مكتب القيادة» نشاط الولي الفقيه ومواعيد لقاءاته وخطاباته وزياراته الداخلية أو الخارجية. ولقائد الثورة في إيران أكثر من 2000 ممثل ينتشرون في كل الوزارات ومؤسسات الدولة وفي المراكز الثقافية داخل إيران وخارجها وفي محافظات إيران الثماني والعشرين.
ويعتبر مجلس تشخيص مصلحة النظام الهيئة الاستشارية العليا له حيث تنص المادة 112 من الدستور الإيراني بأن: «تشكيل مجمع تشخيص مصلحة النظام يتم بأمر من القائد لتشخيص المصلحة في الحالات التي يرى مجلس صيانة الدستور أن قرار مجلس الشورى الإسلامي يخالف موازين الشريعة والدستور في حين لا يوافق مجلس الشورى الإسلامي آخذاً بنظر الاعتبار مصلحة النظام ـ على رأي مجلس صيانة الدستور ـ. وكذلك للتشاور في الأمور التي يوكلها القائد إليه وسائر الوظائف المذكورة في هذا الدستور». وأن القائد هو من يقوم «بتعيين الأعضاء الدائمين والمؤقتين لهذا المجمع»، وأن «القوانين المتعلقة بهذا المجمع تتم صياغتها والمصادقة عليها من قبل أعضاء المجمع أنفسهم ثم ترفع إلى القائد لتتم الموافقة عليها».
وقد أسس القائد الفعلي للثورة (آية الله السيد علي الخامنئي) عام 1990م المجمع العالمي للتقريب بين المذاهب الإسلامية وكذلك المجمع العالمي لأهل البيت للاضطلاع بمهام دينية عالمية على الصعيدين: الإسلامي العام (جميع المذاهب) والإسلامي الخاص (المذهب الشيعي).

## عزل القائد دستورياً
يمكن لمجلس الخبراء -دستورياً- أن يعزل القائد من مهامه في أحد الحالتين التاليتين:
1. في حال عجزه عن أداء واجباته الدستورية.
2. في حال فقدانه صفة من صفات الأهلية التي نصت عليها المادتان (5) و (109) من الدستور، أو إذا تبين أنه لا يملك تلك الصفة من الأساس.

حيث تذكر المادة 111 عند حديثها عن الحالة الأولى بما نصه «فإنه يعزل عن منصبه، ويعود تشخيص هذا الأمر إلى مجلس الخبراء المذكور في المادة الثامنة بعد المائة». وعند حديثها عن الحالة الثانية بما نصه: «يقوم المجلس المذكور في هذه المادة - خلال مدة العجز - بأداء مسؤوليات القائد في هذه الفترة».

## الدمج في الدستور

### 1979
في مارس/آذار 1978، وبعد وقت قصير من عودة روح الله الخميني من المنفى وإطاحة النظام الملكي الإيراني، أجري استفتاء على مستوى البلاد في جميع أنحاء إيران تحت السؤال "الجمهورية الإسلامية، نعم أم لا؟" وقد عقدت. صوت 98% من الناخبين بـ "نعم". وعلى إثر هذا الانتصار الحاسم، أُعلن بطلان الدستور الإيراني لعام 1906، وتم إنشاء دستور جديد للدولة الإسلامية تمت الموافقة عليه في استفتاء في الأسبوع الأول من شهر ديسمبر/كانون الأول عام 1979. وفقاً لفرانسيس فوكوياما فإن دستور عام 1979 هو عبارة عن "مزيج". من "العناصر الثيوقراطية والديمقراطية"، والتي يستند أغلبها إلى الأفكار التي طرحها الخميني في كتابه المنشور "الدولة الإسلامية". (حكمة إسلامية). في هذا العمل، زعم الخميني أن الحكومة يجب أن تحكم وفقًا للشريعة الإسلامية التقليدية، ولتحقيق هذه الغاية، يجب على فقيه إسلامي بارز أن يوفر "ولاية" سياسية (ولاية أو ولاية) على الناس. وكان علماء القانون من الدرجة الأولى يُعرفون باسم المراجع.
ويؤكد الدستور على أهمية رجال الدين في الحكم، وتنص المادة الرابعة على ذلك.يجب أن تكون كافة القوانين والأنظمة المدنية والجنائية والمالية والاقتصادية والإدارية والثقافية والعسكرية والسياسية وغيرها متوافقة مع المعايير الإسلامية؛ وسيشرف على العملية علماء الشريعة الإسلامية من مجلس صيانة الدستور.
وقد وردت أهمية المرشد الأعلى في المادة الخامسة. في زمن غيبة الإمام الثاني عشر المعزول (رحمه الله) تكون الحكومة وقيادة المجتمع في جمهورية إيران الإسلامية بيد الفقيه الشرعي المعترف به والمعترف به كزعيم للإسلام. المادة 107 من الدستور تذكر الخميني وتشيد به باعتباره الزعيم الأكثر علماً والموهبة والذي يجب الاقتداء به.
لا يتقاضى المرشد الأعلى راتبًا.

### 1989
في 4 يونيو 1989، وبعد وفاة السيد روح الله الخميني، زعيم الجمهورية الإسلامية الإيرانية آنذاك، عقدت جلسة استثنائية لمجلس الخبراء لمناقشة القيادة. وفي هذا الاجتماع، تم انتخاب الرئيس آنذاك السيد علي خامنئي زعيماً مؤقتاً للجمهورية الإسلامية الإيرانية. بعد أيام قليلة من الاستفتاء على تعديل دستور الجمهورية الإسلامية الإيرانية (29 أغسطس/آب 1989) وإضفاء الطابع الرسمي على القانون الجديد وإزالة "السلطة" من متطلبات القيادة، اجتمع الخبراء مرة أخرى وفي اجتماع آخر عقد في طهران، أعلنوا فيه عن "التغيير" الكامل في الدستور. فاز السيد علي خامنئي بأغلبية 60 صوتًا من أصل 74 عضوًا، وأصبح بذلك الزعيم الدائم للجمهورية الإسلامية الإيرانية.

## وصلات خارجية
- الموقع الرسمي لمكتب قائد الثورة الإسلامية في إيران
- انتخاب القائد
- سجد بور، كريم، في فهم الإمام الخامنئي رؤية قائد الثورة الإسلامية الإيرانية
- دستور جمهورية إيران الاسلامية